# Timoteos (rzeźbiarz)

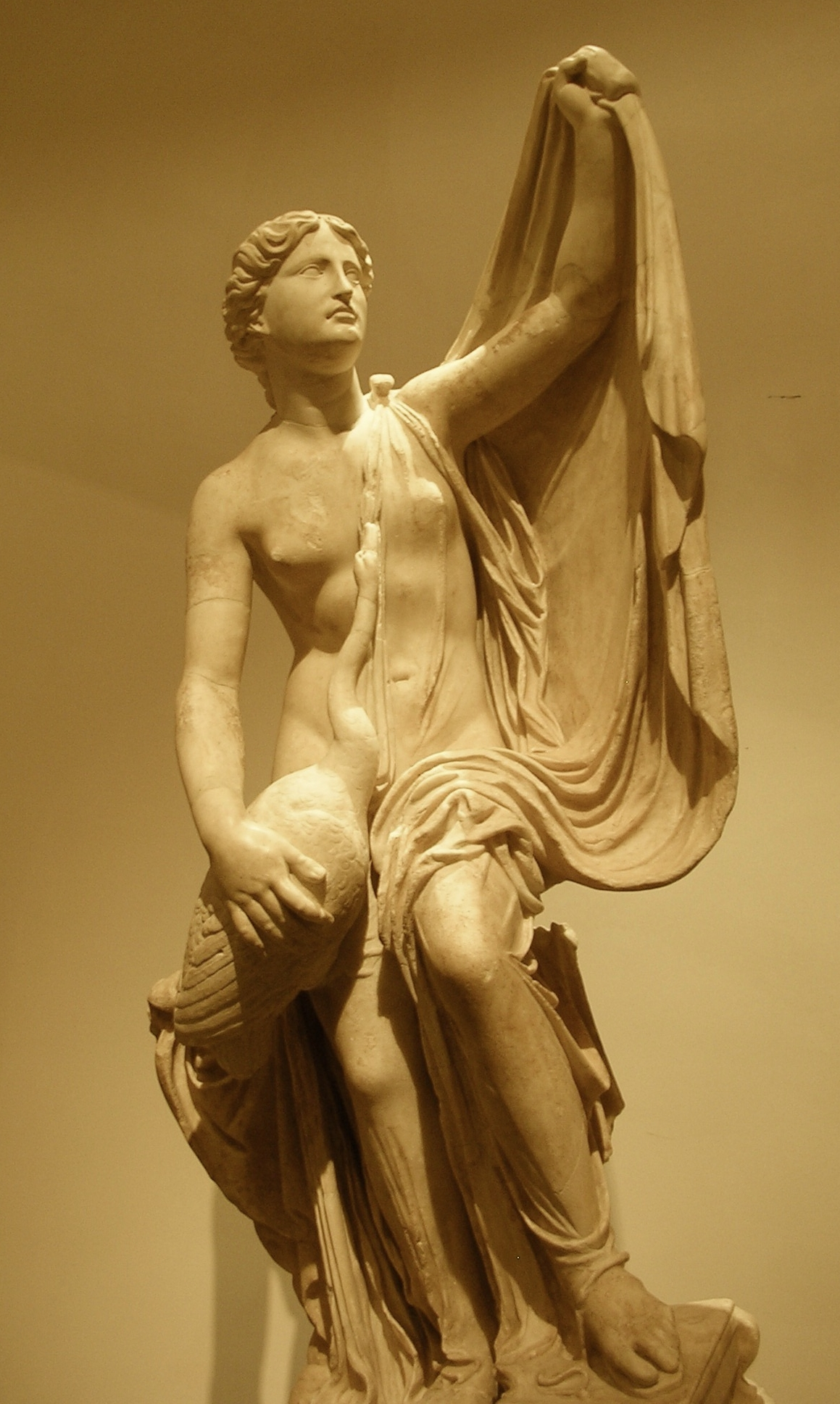
Rzeźba Timoteosa Leda z łabędziem (kopia rzymska)

Timoteos, Τιμόθεος (IV wiek p.n.e.) – rzeźbiarz grecki, pochodzący najprawdopodobniej z Epidauros.
Działał w pierwszej połowie IV stulecia. Znany jako jeden z czterech rzeźbiarzy pracujących przy ozdobieniu Mauzoleum w Halikarnasie, według Pliniusza odpowiedzialny był za południową stronę monumentu. W Trojzenie był twórcą posągów Asklepiosa i Artemidy (zdobiącego później w Rzymie świątynię Apollina na Palatynie). Z licznych inskrypcji wiadomo, że pracował przy rzeźbiarskim dekorowaniu sanktuarium Asklepiosa w Epidauros, gdzie wykonać miał metopy i akroteriony (m.in. z postaciami dwóch nereid i Nike). Ponadto przypisywane jest mu autorstwo rzeźby Leda z łabędziem (zachowanej w wielu kopiach) oraz tzw. Afrodyty Uzbrojonej (z muzeum w Atenach).